# Die zwölf faulen Knechte
Die zwölf faulen Knechte ist eine Lügengeschichte (ATU 1950). Sie steht in den Kinder- und Hausmärchen der Brüder Grimm ab der 7. Auflage von 1857 an Stelle 151 (KHM 151*) und stammt aus Adelbert von Kellers Fastnachtspiele aus dem 15. Jahrhundert. Dieselbe Nummer trägt das vorangehende Die drei Faulen.

## Inhalt

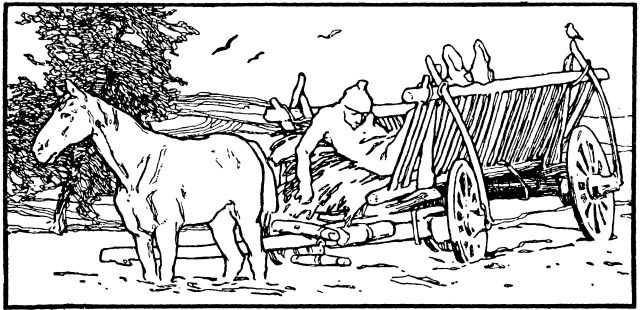
Illustration von Otto Ubbelohde, 1909

Zwölf Knechte liegen im Gras und erzählen sich nacheinander übertriebenste Beispiele, wie faul sie sind.
Vergleiche: KHM 151 Die drei Faulen, KHM 162 Der kluge Knecht, KHM 164 Der faule Heinz.

## Herkunft
Der Text wurde erst in der siebten und letzten Ausgabe der Kinder- und Hausmärchen von 1857 zusätzlich zu dem vorangehenden Die drei Faulen eingefügt, das schon ab der Erstauflage an dieser Stelle steht. Die Doppelnummerierung ist einmalig, offenbar sollte die Gesamtzahl von 200 Märchen nicht überschritten werden.
Die Anmerkung der Brüder Grimm lautet: „Aus Kellers Fastnachtspielen des 15ten Jahrh. S. 562. 566. Vergl. das Märchen von den zwei Knechten aus der Bukowina in Wolfs Zeitschrift 1, 49.“ Sie machten aus der gereimten Vorlage sprachlich moderneres Prosa und ließen nur den Schluss weg.